# Les Bois d'Anjou
Les Bois d'Anjou is een gemeente in het Franse departement Maine-et-Loire in de regio Pays de la Loire. De gemeente maakt deel uit van het arrondissement Saumur en telde op 1 januari 2022 2.531 inwoners.

## Geschiedenis
De commune nouvelle is op 1 januari 2016 ontstaan door de fusie van de gemeenten Brion, Fontaine-Guérin en Saint-Georges-du-Bois. Fontaine-Guérin werd de hoofdplaats van de gemeente.

## Geografie
De oppervlakte van Les Bois d'Anjou bedraagt 60,22 vierkante kilometer; de bevolkingsdichtheid was op 1 januari 2022 42 inwoners per km².

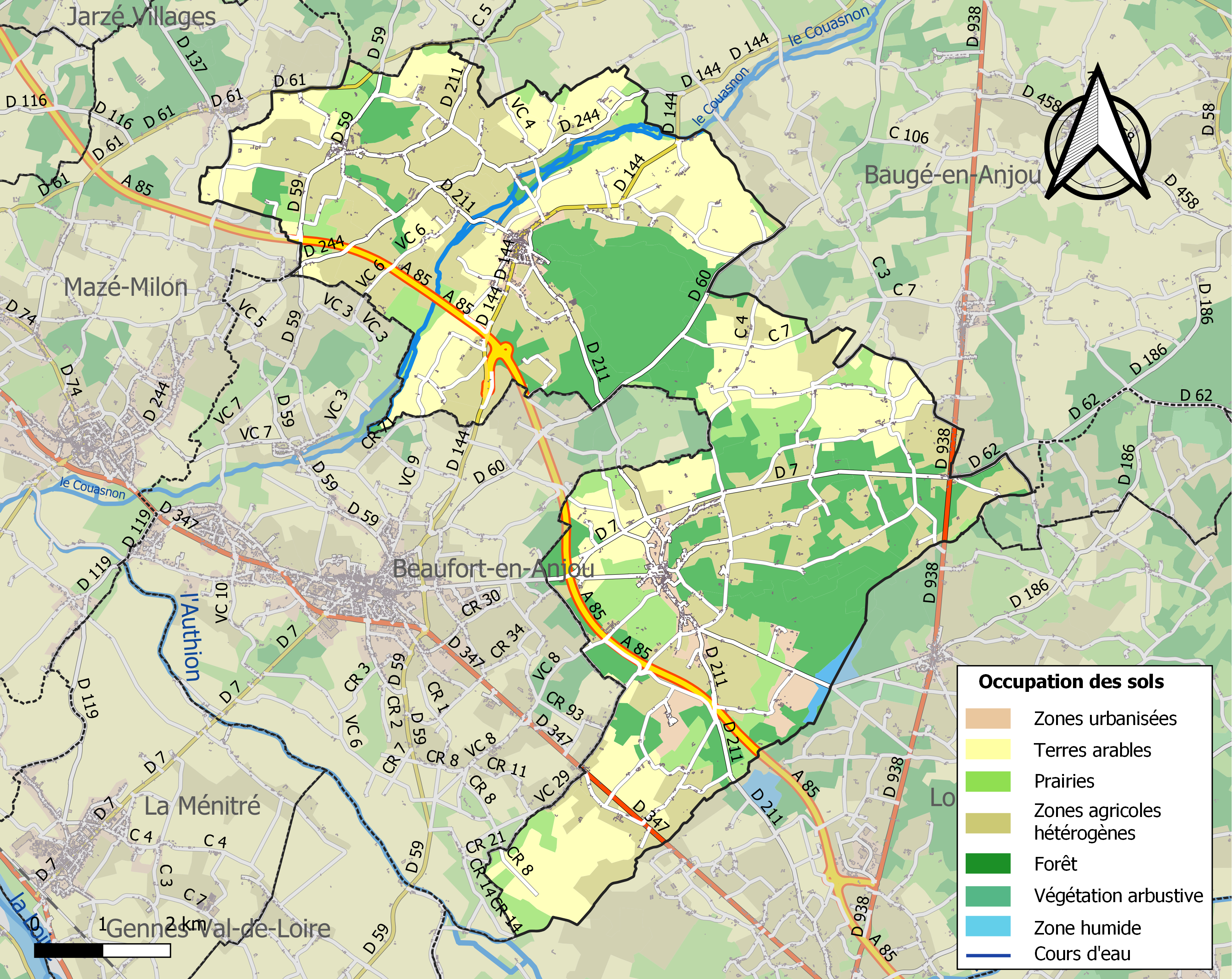
Kaart van de gemeente met de belangrijkste infrastructuur, bodemgebruik en omliggende gemeenten